# Sophienhof (Kiel)

Logo des Sophienhofs

Der Sophienhof ist ein 1988 eröffnetes Einkaufszentrum in Kiel. Die Gesamtfläche des Sophienhofs beträgt knapp 38.000 m². Rechnet man die Flächen der mit dem Sophienhof direkt verbundenen Quer-Passage, des Holstentörns und der Fläche Karstadts hinzu, ergibt sich eine überdachte Verkaufsfläche von knapp 70.000 m². So gerechnet ist dieser Einkaufsbereich das größte überdachte Einkaufszentrum Norddeutschlands.

## Aufbau
Von der Holstenstraße her kommend gelangt man über Rolltreppen am Ende des Holstenplatzes in den ersten Stock des Kaufhauses Karstadt. Überdacht geht man durch den Holstentörn zwischen Karstadt (früher Hertie) bis zum Einkaufszentrum Sophienhof, von dem der Einkaufsbereich Quer-Passage abzweigt. Direkt von der zentralen Bushaltestelle kommend, betritt man den Sophienhof über seinen Haupteingang vom Sophienblatt (Hauptbahnhof). Hier liegt im Eingangsbereich die Markthalle mit Obst- und Gemüseständen. Richtung Ausgang Herzog-Friedrich-Straße findet sich über zwei Etagen ein Food-Court (Nachbildung einer Straße mit Geschäften und kleinen Lokalen, die sich locker und in freundlicher Atmosphäre aneinanderreihen). Im Food-Court findet sich ein reichhaltiges Angebot von Fisch über Eis, von asiatischem bis zum italienischen Essen sowie Cafés. Insgesamt ergeben sich circa 75.000 m² überdachte Fläche. Im Sophienhof finden sich neben rund 120 Geschäften zahlreiche Gastronomie-Betriebe, Ärzte und Apotheken sowie ein Fitnessstudio. Im Sophienhof-Komplex befinden sich außerdem diverse Büros und 84 Wohnungen. Im Sophienhof selbst befinden sich zahlreiche Handelsketten, so z. B. die Unterhaltungselektronik-Kette MediMax, zahlreiche Bekleidungsketten wie H&M sowie zahlreiche weitere Geschäfte für Bekleidung und Schuhe, Bücher, Bürobedarf, Accessoires und Schmuck. Auch zahlreiche Dienstleister sind im Sophienhof zu finden.

## Holstentörn
Zwischen dem Sophienhof und der Holstenstraße liegt das Warenhaus Karstadt mit der Einkaufspassage Holstentörn. Der Holstentörn verbindet somit Karstadt mit dem Sophienhof und der Quer-Passage. Im Holstentörn befinden sich rund 20 Geschäfte, hauptsächlich Dienstleistungsunternehmen.

## Quer-Passage
Die Quer-Passage (früherer Name: Kleiner Herzog) ist ebenfalls ein Einkaufszentrum; es ist direkt mit dem Sophienhof verbunden. Auf 11.450 m² Verkaufsfläche präsentieren sich zahlreiche großräumige Fachgeschäfte, z. B. Bekleidungsgeschäfte, aber auch Buchhandlungen. Darüber hinaus finden auch in der Quer-Passage des Öfteren Veranstaltungen statt.
Über den Eingangsbereich der Quer-Passage gibt es eine direkte Verbindung zum Sophienhof und zum Holstentörn bzw. Karstadt. Weitere Eingänge ermöglichen den Zugang von der Herzog-Friedrich-Straße und der Hopfenstraße.

## Lage

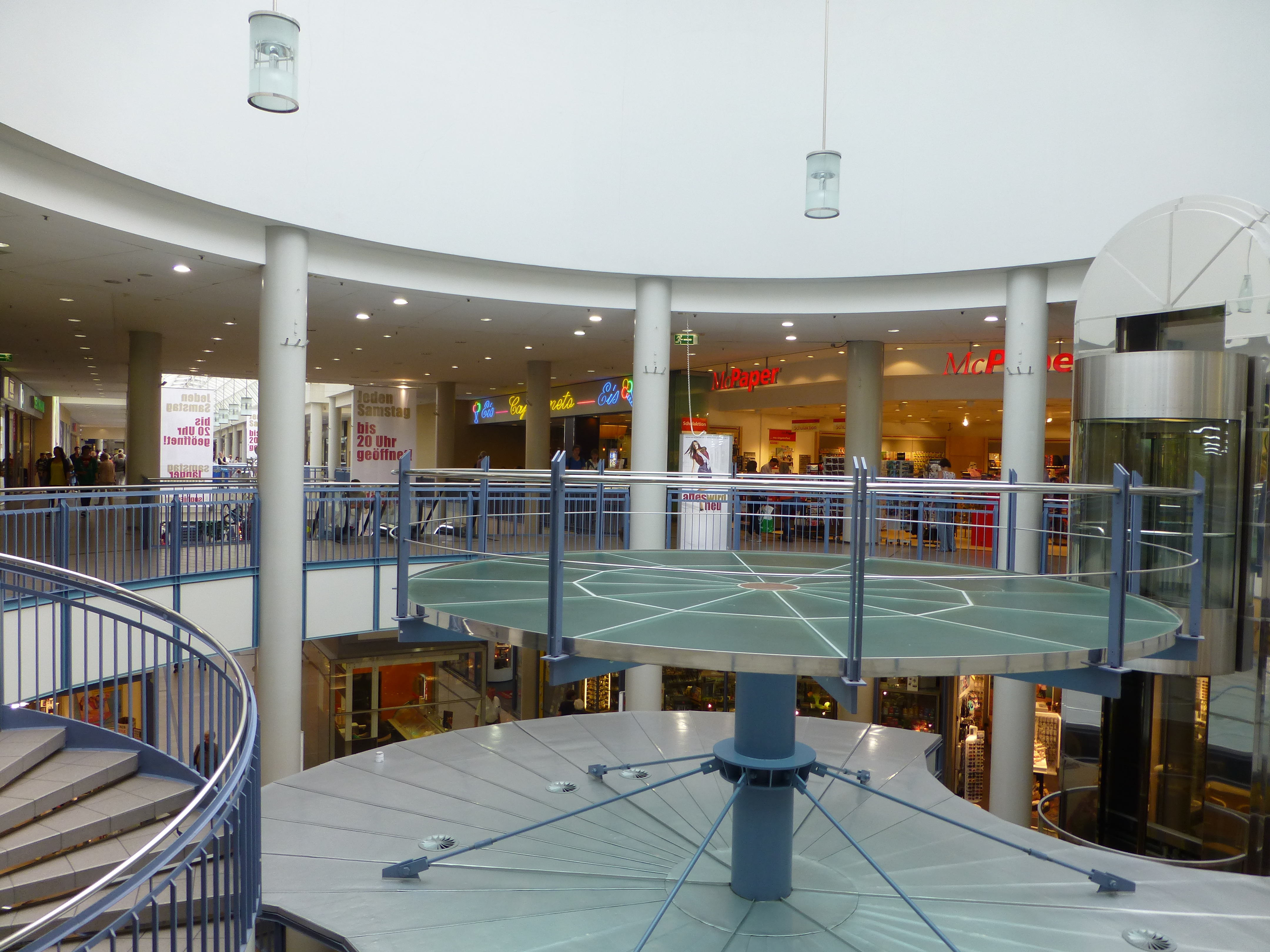
Innenansicht des Sophienhofes vor dem Umbau

Der Sophienhof befindet sich im Sophienblatt 20 und liegt direkt gegenüber dem Kieler Hauptbahnhof. Zwischen Sophienhof und Hauptbahnhof befinden sich die zentralen Bushaltestellen der Kieler Verkehrsbetriebe. Ebenfalls ganz in der Nähe befindet sich der Kieler ZOB mit den Endhaltestellen der Überlandlinien der Autokraft und VKP sowie der Schiffsanleger für die Fährlinie (Fördelinie F1) der Schlepp- und Fährgesellschaft Kiel. Auch der Bollhörnkai und der Norwegenkai (Fährlinie Kiel-Oslo) befinden sich in unmittelbarer Nähe. Der Sophienhof ist somit ideal an den Verkehr angebunden. Ebenfalls befinden sich in der Nähe des Bahnhofes und somit in der Nähe des Sophienhofes zahlreiche Hotels sowie das parallel zum Hauptbahnhof gelegene Erlebniszentrum CAP.

## Geschichte
Bereits Mitte des 19. Jahrhunderts noch zur Zeit des Dänischen Gesamtstaates gewann die Kieler Vorstadt bedingt durch den Bau der Eisenbahnstrecke Kiel-Altona 1844 zunehmend an Bedeutung. Doch erst nach dem Bau des neuen Kieler Hauptbahnhofes am Sophienblatt im Jahr 1899 entstand das Bedürfnis das Umfeld des neuen Bahnhofes neu zu gestalten und der Verkehrsachse zwischen Altstadt und dem Bahnhofsviertel (auf der Grenze zwischen den Stadtteilen Kieler Vorstadt und Südfriedhof) ein großstädtisches und repräsentatives Format zu geben. Ab dem Jahr 1902 wurden schließlich die westlich vom Hauptbahnhof gelegenen früheren zweigeschossigen Mietshäuser abgerissen und stattdessen mehrere große fünfgeschossige Geschäfts- und Wohnhäuser errichtet. An der Ecke Herzog-Friedrich-Straße/Sophienblatt entstand 1903 beispielsweise das Sophieneck, das sich durch eine Mischung aus Jugendstil-Gotik und Deutscher Renaissance auszeichnete. Auch der erste Sophienhof entstand in jenen Jahren.
Obwohl das Zentrum Kiels durch die Bombardierungen im Zweiten Weltkrieg stark zerstört wurde, blieben das Sophieneck, der Sophienhof und angrenzende Gebäude erhalten. Dennoch wurde im Zuge der Umstrukturierung der Kieler Innenstadt im Sinne des Konzeptes von der Autogerechten Stadt beschlossen, die vorhandenen Gebäude abzureißen und an deren Stelle ein Einkaufszentrum zu errichten. Um gegen den drohenden Abriss des Gebäudeensembles zu protestieren, kam es 1980 schließlich zur Besetzung der ersten Wohnungen im Sophienhof und den angrenzenden Gebäuden. Dennoch wurden die Abbrucharbeiten vorangetrieben und im Juli 1983 wurde der Sophienhof schließlich ganz abgerissen. An gleicher Stelle wurde dann am 3. März 1988 das jetzige Einkaufszentrum Sophienhof feierlich eingeweiht.

## Veranstaltungen
Im Sophienhof finden regelmäßige und unregelmäßige Veranstaltungen statt, von Klavierkonzerten, einem Weihnachtsmarkt bis hin zum Party-Veranstaltungen wie beispielsweise „Kiels längste Nacht“, die immer in der Nacht der Zeitumstellung am letzten Samstag im Oktober veranstaltet wird. Ferner bietet der Sophienhof ortsansässigen Vereinen und Initiativen Zugang zu einem Publikum.

## Ärztehaus
Direkt im Sophienhof befindet sich in Höhe Herzog-Friedrich-Straße/Ecke Sophienblatt (Herzog-Friedrich-Straße 21)
ein Ärztehaus, in dem viele Fachärzte – vom Allergologen bis zum Zahnarzt – praktizieren.

## Trivia
Eine der 84 Wohnungen, die sich im Sophienhof befinden, spielte am 20. März 2005 eine tragende Rolle in der Folge Schattenhochzeit, der Kriminalreihe Tatort, die um den Kommissar Borowski spielte.